# Kairat Yeraliyev
Kairat Yeraliyev est un boxeur kazakh né le 8 novembre 1990 à Chimkent.

## Carrière
Médaillé de bronze aux mondiaux d'Almaty en 2013 dans la catégorie poids coqs ainsi qu'aux jeux asiatiques d'Incheon en 2014 et aux championnats d'Asie de Bangkok en 2015 et de Tachkent en 2017, il devient champion du monde de boxe amateur à Hambourg le 3 septembre 2017.

## Palmarès

### Championnats du monde
- Médaille de bronze en -56 kg en 2013 à Almaty, Kazakhstan
- Médaille d'or en -56 kg en 2017 à Hambourg, Allemagne

### Jeux asiatiques
- Médaille de bronze en -56 kg en 2014 à Incheon, Corée du Sud

### Championnats d'Asie
- Médaille de bronze en -56 kg en 2015 à Bangkok, Thaïlande
- Médaille d'or en -56 kg en 2017 à Tachkent, Ouzbékistan